# Deception (poker)
Nel poker con deception ("inganno") si indica l'atteggiamento di chi vuole simulare il proprio gioco, tentando di impedire che l'avversario riesca a individuare il ventaglio di carte (range) con cui si sta giocando. 

## Base teorica
Si può dimostrare o meglio intuire che se un giocatore gioca sempre nella stessa maniera e seguendo gli stessi schemi gli avversari riusciranno sempre più a restringere il ventaglio delle mani con cui si è entrati in gioco. Il teorema fondamentale del poker ha come conseguenza che più questo accade e più gli avversari saranno efficaci contro il giocatore. Da qui la necessità di deception, che consiste nel variare il proprio gioco.

## Deception in pratica
Qui di seguito alcuni esempi:

### Bluff
Il bluff consiste nell'impedire agli avversari di capire le proprie carte deboli. Questa mossa serve per vincere dei piatti con mani, presumibilmente, inferiori a quelle degli avversari.
Anche la continuation bet può essere considerato un bluff.

### Slowplay
Contrariamente al bluff, lo slowplay dimostra la debolezza del giocatore che lo esegue: ha come intento quello di mascherare una mano forte nella speranza di essere pagati in futuro.